# Wapen van Molenwaard

Wapen van de gemeente Molenwaard

Het wapen van Molenwaard is een wapen dat in 2013 aan de toen nieuwe gemeente Molenwaard toegekend is. De gemeente Molenwaard is uit de Zuid-Hollandse gemeentes Graafstroom, Liesveld en Nieuw-Lekkerland voortgekomen. Het wapen bleef in gebruik tot de opheffing van Molenwaard. Op 1 januari 2019 fuseerde de gemeente met Giessenlanden tot de nieuwe gemeente Molenlanden. In het wapen van Molenlanden zijn grote delen van het wapen overgenomen.

## Voorstellen
Op 5 september 2012 verzochten de gemeenteraden van de fusiegemeentes de Hoge Raad van Adel om advies uit te brengen over een nieuw wapen. Er werd verzocht om twee ontwerpen voor te leggen. De twee ontwerpen waren:
1. Een sprekend wapen dat gelijkenissen heeft met het wapen van Molenaarsgraaf (van zilver, beladen met een wipmolen van keel.)  dat een rode molen op een groene schildvoet toont, ook het nieuwe schild is van zilver. Eventueel kan de molen nog zonder ondergrond of geflankeerd door lisdodden afgebeeld worden. De lisdodden zouden dan afkomstig zijn uit het wapen van Liesveld.
2. Het tweede wapen bevat elementen uit de wapens van de voorgaande drie gemeentes. Het wapen zou dan doorsneden worden door een golvende dwarsbalk (afkomstig uit het wapen van Graafstroom). Boven de dwarsbalk een gouden veld met daarop een groene vogel (uit het wapen van Nieuw-Lekkerland, in dat wapen is het een gouden vogel op een groen veld) met in het onderste veld twee groene lisdodden met zwarte aren op een zilveren veld.

De beide wapens kunnen gedekt worden door een markiezenkroon: een kroon van vijf bladeren, omdat de gemeente Liesveld die kroon mocht voeren.

## Uiteindelijke wapen
Het wapen dat uiteindelijk door de gemeente is gekozen was het eerste wapen: een zilveren schild met daarop een rode molen, staande op een groene ondergrond. Aan weerszijden van de molen staat een lisdodde met zwarte aren. Het schild is gedekt door een kroon bestaande uit vijf bladeren.  In tegenstelling tot het wapen van Molenaarsgraaf staat op het wapen geen wipmolen afgebeeld, maar een achtkante grondzeiler. Volgens het jaarverslag van de HRvA verwijst deze naar het cultureel werelderfgoed in de gemeente, de Kinderdijkse molens.

## Verwante wapens

Het wapen van Molenaarsgraaf
Het wapen van Liesveld
Het wapen van Molenlanden

Ter Aar
· Aarlanderveen
· Abbenbroek
· Abtsregt
· Alkemade
· Alphen
· Ameide
· Ammerstol
· Arkel
· Asperen
· Benthuizen
· Bergambacht
· Bergschenhoek
· Berkel en Rodenrijs
· Berkenwoude
· Bernisse
· Biert
· Binnenmaas
· Bleiswijk
· Bleskensgraaf
· Bleskensgraaf en Hofwegen
· Bodegraven
· Boskoop
· Brandwijk
· Brielle
· Broek, Thuil en 't Weegje
· Charlois
· Cillaarshoek
· Cromstrijen
· De Lier
· De Mijl
· Delfshaven
· Den Bommel
· Dirksland
· Driebruggen
· Dubbeldam
· Everdingen
· Geervliet
· Giessen-Nieuwkerk
· Giessenburg
· Giessendam
· Giessenlanden
· Goedereede
· Gouderak
· Goudriaan
· Goudswaard
· Graafstroom
· 's-Gravendeel
· 's-Gravenzande
· Groot-Ammers
· Groote Lindt
· Haastrecht
· Hagestein
· Hardinxveld
· Hazerswoude
· Heenvliet
· Heer Oudelands Ambacht
· Heerjansdam
· Hei- en Boeicop
· Heinenoord
· Hekelingen
· Hekendorp
· Herkingen
· Hillegersberg
· Hellevoetsluis
· Hodenpijl
· Hoek van Holland
· Hof van Delft
· Hoogblokland
· Hoornaar
· IJsselmonde
· Jacobswoude
· Kamerik
· Katendrecht
· Kedichem
· Kethel en Spaland
· Kijfhoek
· Klaaswaal
· Kleine Lindt
· Korendijk
· Koudekerk aan den Rijn
· Kralingen
· Krimpen aan de Lek
· Lange Ruige Weide
· Langerak
· Leerbroek
· Leerdam
· Leidschendam
· Leimuiden
· Lekkerkerk
· Lexmond
· Liemeer
· Loosduinen
· Liesveld
· Maasdam
· Maasland
· Meerkerk
· Melissant
· Middelharnis
· Mijnsheerenland
· Moerkapelle
· Molenaarsgraaf
· Molenwaard
· Monster
· Moordrecht
· Naaldwijk
· Nederlek
· Niemandsvriend
· Nieuw-Beijerland
· Nieuw-Helvoet
· Nieuw-Lekkerland
· Nieuwe-Tonge
· Nieuwenhoorn
· Nieuwerkerk aan den IJssel
· Nieuwland
· Nieuwpoort
· Nieuwveen
· Noordeloos
· Noordwijkerhout
· Nootdorp
· Numansdorp
· Onwaard
· Ooltgensplaat
· Oostflakkee
· Oostvoorne
· Ottoland
· Oud-Alblas
· Oud-Beijerland
· Ouddorp
· Oude-Tonge
· Oudenhoorn
· Ouderkerk
· Ouderkerk aan den IJssel
· Oudewater
· Oudshoorn
· Overschie
· Papekop
· Pernis
· Peursum
· Piershil
· Pijnacker
· Poortugaal
· Puttershoek
· Reeuwijk
· Rhoon
· Rijnsaterwoude
· Rijnsburg
· Rijnwoude
· Rijsoord
· Rockanje
· Roxenisse
· Rozenburg
· Sandelingen-Ambacht
· Sassenheim
· Schelluinen
· Schiebroek
· Schipluiden
· Schoonhoven
· Schoonrewoerd
· Schuddebeurs en Simonshaven
· Sint Anthoniepolder
· Sint Maartensregt
· Sluipwijk
· Sommelsdijk
· Spijkenisse
· Stad aan 't Haringvliet
· Stellendam
· Stolwijk
· Stompwijk
· Stormpolder
· Streefkerk
· Strevelshoek
· Strijen
· Ter Aar
· Tienhoven
· Valkenburg
· Veur
· Vianen
· Vierpolders
· Vlaardingerambacht
· Vliet
· Vlist
· Voorburg
· Voorhout
· Vrijenban
· Waarder
· Warmond
· Wateringen
· Westmaas
· Westvoorne
· Wieldrecht
· Wijngaarden
· Woerden
· Woubrugge
· 't Woudt
· Zederik
· Zegwaart
· Zevenhoven
· Zevenhuizen
· Zevenhuizen-Moerkapelle
· Zouteveen
· Zuid-Beijerland
· Zuidbroek
· Zuidland
· Zwammerdam
· Zwartewaal

Heerlijkheidswapens:
ter Aa
· Albrandswaard
· Biesland
· Cromstrijen
· Duivenvoorde
· 's-Gravenambacht
· Hoog- en Wout-Harnas
· Langerak bezuiden de Lek
· Lek en Stormpolder
· Nederslingeland
· West-Nieuwland
· Oosterwijk
· Spieringshoek
· Vliet
· Voshol
· Vrijenban
· Vrijenhoeve
· Wieldrecht